# Ишимка (река)
Ишимка — река в России, протекает в Городищенском и Бессоновском районах Пензенской области. Впадает справа в Суру в 690 км от устья. Длина реки составляет 37 км.
На реке стоят населённые пукты Кологреевка, Русский Ишим (центр Русско-Ишимского сельсовета), Новый Ишим, Мордовский Ишим и Перелески.
Система водного объекта: Сура → Чебоксарское водохранилище → Волга → Каспийское море.

## Данные водного реестра
По данным государственного водного реестра России относится к Верхневолжскому бассейновому округу, водохозяйственный участок реки — Сура от истока до Сурского гидроузла, речной подбассейн реки — Сура. Речной бассейн реки — (Верхняя) Волга до Куйбышевского водохранилища (без бассейна Оки).
Код объекта в государственном водном реестре — 08010500112110000035482.